# Julián Otamendi Machimbarrena
Julián Otamendi Machimbarrena (San Sebastián en 1889 - 1966) fue un ingeniero y arquitecto español. Conocido por haber diseñado junto con su hermano Joaquín Otamendi Machimbarrena (el mayor de los cuatro hermanos y colaborador con A. Palacios) el Edificio España (ubicado en la Plaza de España) (1948-1953) por contrato con la Compañía Madrileña Urbanizadora (propiedad de la familia Otamendi), concebido como el edificio más alto de Europa en su momento debido a sus 103 metros desde la cota rasante de la plaza de España. Posteriormente construyó la vecina Torre de Madrid. Desde el primer momento destacó por su gran estudio de la arquitectura norteamericana fundamentada en el uso combinado de hierro y hormigón armado.

## Carrera
El menor de los cuatro hermanos Otamendi, Machimbarrena se licencia en el año 1916. Justo por entonces se estaba gestando en la compañía Mengemor la realización de la Compañía Suburbana que daría lugar al actual Metro de Madrid. La creación de la Compañía Urbanizadora Metropolitana le dio la oportunidad de realizar los diseños de los Edificios Titanic en la Avenida Reina Victoria, para lo que contó con la colaboración de su compañero de estudios Casto Fernández Shaw. Pronto realizaría los denominados Sótanos-Lope de Vega de la Gran Vía madrileña y posteriormente los dos rascacielos plurifuncionales de la Plaza de España (Edificio España y la Torre de Madrid).